# Дачжай
ГЕС Дачжай (大寨水电站) — гідроелектростанція на півдні Китаю у провінції Юньнань. Використовує ресурс із річки Jiulong, правої притоки Huangni, яка в свою чергу є лівою притокою Наньпан (через Hongshui, Qian та Xun відноситься до річкової системи Сіцзян, котра завершується в затоці Південно-Китайського моря між Гуанчжоу та Гонконгом).
В межах проекту Jiulong перекрили бетонною гравітаційною греблею висотою 23 метри та довжиною 52 метри, яка утримує невелике водосховище з об'ємом 191 тис. млн м3 (корисний об'єм 137 тис. м3) та припустимим коливанням рівня у операційному режимі між позначками 1480,6 та 1482,5 метра НРМ.
Зі сховища ресурс спрямовується по прокладеному під лівобережним гірським масивом дериваційному тунелю довжиною 1,3 км, котрий виходить у паралельну долину ще однієї правої притоки Huangni річки Nujie. На правому березі останньої розташований наземний машинний зал, до якого по схилу спускається напірний водовід довжиною біля 0,4 км.
Станцію ввели в експлуатацію у 1977—1983 роках з шістьома турбінами загальною потужністю 53,2 МВт. В подальшому тут організували випробування нових турбін, для чого два перші агрегати модернізували під розраховані на роботу з напором у 184 метра турбіни типу Френсіс марок HLD08-LJ-96 та HLD10-LJ-96. В результаті загальна потужність станції зросла до 60 МВт. За рік ГЕС повинна виробляти 240 млн кВт-год електроенергії.